# Adriana Karembeu
Adriana Karembeu (Adriana Sklenaříková, født 17. september 1971) er en slovakisk fotomodel.

## Biografi
Karembeu blev født i Brezno, en by i det centrale Slovakiet. Hun studerede medicin i Prag, men hun opgav sine studier for at blive fotomodel.
I USA var hun model for for Victoria's Secret. Hun er en tidligere Guinness rekordindehaver for de længste ben blandt kvindelige modeller.
I 2006 blev hun af FHM valgt til den mest sexede kvinde i verden.
Hun er ambassadør for Røde Kors i Frankrig.
Hun har haft flere roller som skuespiller. I 2008 havde hun rollen som Agecanonix i Asterix og De Olympiske Lege.

## Hendes ægteskab
Karembeu mødte den franske fodboldspiller Christian Karembeu på en flyvning fra Paris til Milano i 1998 og de blev gift i december samme år. Hun udtalte den 9. marts 2011 at hun ville skilles fra sin mand.
Men det er endnu ikke sket (januar 2013).